# یونکرس ال۲
یونکرس ال۲ (به انگلیسی: Junkers L2) یک هواگرد ساختِ کارخانهٔ یونکرس در کشور آلمان است .